# دورو (موسیقی‌دان)
دوروتی پش (به آلمانی: Dorothee Pesch) (زادهٔ ۳ ژوئن ۱۹۶۴)، شناخته شده حرفه‌ای به‌عنوان دورو پش یا به سادگی دورو، خوانندهٔ هوی متال آلمانی و پیشرو سابق گروه هوی متال وارلاک است. کمک‌های دورو به فرهنگ موسیقی که برای آن به (ملکهٔ متال) لقب گرفت، او را برای بیش از سه دهه به یک چهرهٔ جهانی در فرهنگ متال تبدیل کرد. نام دورو همچنین با گروه توری که او را همراهی می‌کردند، همراه بوده و اعضای آن در بیش از ۲۰ سال فعالیت بی‌وقفه به‌طور مداوم تغییر پیدا کرده، که پایدارترین اعضای آن‌ها حضور نیک داگلاس نوازندهٔ بیس و درامر جانی دی است.
دورو کار خود را در گروه‌های گاراژ در فضای تمرین زیرزمینی محلی دوسلدورف آغاز کرد و با وارلاک در دههٔ ۱۹۸۰ به شهرت در رسانه‌ها و موفقیت تجاری دست یافت. زمانی‌که وارلاک شروع به افتتاحیه در بازار ایالات متحده کرد، آن‌ها تغییرات زیادی در ترکیب گروه ایجاد کردند و پش تنها عضو اصلی گروه باقی ماند. همچنین او یک حرفهٔ انفرادی را با نام دورو شروع کرد تا از درگیری‌های حقوقی بین شرکت ضبط موسیقی‌اش پلی‌گرام و مدیر سابقش جلوگیری کند. او دو آلبوم با تهیه‌کنندگان، جوی بالین و جن سیمونز در ایالات متحده منتشر کرد، اما آن‌ها موفقیتی نبودند که او انتظارش را داشت.
در طول پیدایش سبک‌های گرانج و آلترناتیو راک در دههٔ ۱۹۹۰، شرکت ضبط موسیقی او تولیدات او را تنها به منطقهٔ اروپا منتقل کرد، جایی که او به تورهای گستردهٔ خود ادامه داد. او با وجود زندگی و تولید آلبوم‌هایش در ایالات متحده، یک هنرمند موفق در جدول موسیقی آلمان باقی ماند. هنگامی‌که هوی متال کلاسیک دوباره مورد پسند عموم قرار گرفت، او به تور در سراسر جهان بازگشت و محبوبیت او به‌عنوان یک خوانندهٔ باسابقه به‌طور قابل توجهی افزایش یافت و الهام‌بخش بسیاری از هنرمندان زن متال جدید شد. دورو همچنین به‌خاطر اجرای دوئت‌هایش به‌صورت زنده و استودیو با سایر خوانندگان و نوازندگان صحنهٔ متال که در طول کار طولانی مدت خود با آن‌ها دوست شده است، شناخته می‌شود و اولین هنرمند هوی متال بود که در طول مدت همه‌گیری پاندمی کووید-۱۹ در کنسرت درایو-این برنامه اجرا کرد.
تا به امروز، او ۱۹ آلبوم استودیویی منتشر کرده است که آخرین آنها Conqueress - Forever Strong and Proud در اکتبر ۲۰۲۳ است. دورو به حرفهٔ ضبط خود ادامه می‌دهد و یک هنرمند پرکار در حال تور در سراسر جهان است. هنگامی که او در تور نیست، در شهر نیویورک اقامت دارد.

## زندگی‌نامه

### آغازها
دوروتی پش در ۳ ژوئن ۱۹۶۴ در دوسلدورف، آلمان غربی، به‌عنوان تنها فرزند والتر، راننده کامیون، و باربارا پش به‌دنیا آمد. اولین خاطرهٔ دورو از موسیقی راک ترانهٔ «لوسیل» از لیتل ریچارد است که در سه سالگی آن را خواند. او نواختن پیانو را آموخت و از سن ده سالگی شروع به خواندن کرد، زمانی‌که در معرض گلم راک گروه‌هایی مانند تی. رکس، اسلید و The Sweet قرار گرفت. هنگامی که او شانزده ساله بود تصمیم گرفت بیشتر وقت و انرژی خود را به خوانندگی اختصاص دهد، بدون اینکه از تحصیل در زمینهٔ طراحی گرافیک چشم‌پوشی کند. در سال ۱۹۸۰، او در اولین گروه خود به‌نام Snakbite پذیرفته شد که موسیقی راک را در زیرزمینی در دوسلدورف می‌نواخت و آنجا توسط بسیاری از گروه‌های زیرزمینی دیگر به‌عنوان فضای تمرین استفاده می‌شد. اولین ضبط با دورو در آوازهای یک دموی ارزان قیمت ۷ آهنگی بود که توسط گروه برای تبلیغ منتشر شد. هنگامی که این گروه در سال ۱۹۸۱ منحل شد، دورو برای گروه‌های گاراژ Beast و Attack آواز خواند و سپس آنها را ترک کرد تا به‌همراه سایر نوازندگان، پیتر سیگتی، رودی گراف، توماس استودیر و مایکل اوریش گروه وارلاک را تشکیل دهد.

### سال‌های وارلاک (۱۹۸۸–۱۹۸۲)
وارلاک اولین قرارداد ضبط خود را با Mausoleum Records امضا کرد و اولین آلبوم خود سوزاندن جادوگران را در سال ۱۹۸۴ منتشر کرد. دورو بلافاصله توجه طرفداران و مطبوعات را به‌خود جلب کرد و سخنگو و ابزار اصلی تبلیغ برای گروه شد. ترکیبی از هوی متال سنتی و تصنیف‌های پاور، همراه با صدا و حضور او در صحنه، وارلاک را به موفقیت رساند، استثنایی در صحنهٔ متال دههٔ ۸۰ که گروه‌های متال مردانه بر آن تسلط داشتند. وارلاک قرارداد جدیدی با ناشر بزرگ موسیقی Phonogram امضا کرد و آلبوم‌های «جهنمی» را در سال ۱۹۸۵ و «درست مثل فولاد» را در سال ۱۹۸۶ منتشر کرد و در جشنواره‌های راک اروپایی با برخی از بهترین گروه‌های هارد راک و هوی متال آن دوره به اشتراک گذاشت. در ۱۶ اوت ۱۹۸۶، دورو اولین زنی بود که در فستیوال مانستر آو راک در کسل دونینگتون انگلستان، مهم‌ترین جلسه راک اروپا در دههٔ ۸۰، در یک گروه متال شرکت کرد. تورهای طولانی وارلاک در اروپا، با حمایت از گروه‌های وسپ و جوداس پریست، دورو را وادار کرد تا از شغل روزانهٔ خود به‌عنوان یک طراح گرافیک دست بکشد تا زندگی خود را وقف موسیقی کند. در این دوره او مربی آواز نیز اختیار کرد.
پس از اتمام تور در حمایت از آلبوم «درست مثل فولاد»، دورو مسئولیت تجارت گروه را برعهده گرفت و برای زندگی به شهر نیویورک رفت، جایی که وارلاک چهارمین و آخرین آلبوم استودیویی خود «پیروزی و عذاب» را ضبط کرد. این آلبوم موفق‌ترین آنها بود و در آلمان برندهٔ رکورد طلایی شد و به رتبهٔ ۸۰ در نمودار آلبوم بیلبورد ۲۰۰ ایالات متحده رسید. این آلبوم شامل آهنگ‌های All We Are و Für immer، بهترین آهنگ‌های شناخته‌شده وارلاک به‌دلیل بازپخش زیاد ویدیوهای آن‌ها در ام‌تی‌وی شد. وارلاک برای افتتاحیهٔ در اروپا با گروه دیو همراه شد و تنها تور ایالات متحده خود را با حمایت از مگادث آغاز کرد. در پایان تور ایالات متحده، پس از اینکه سایر اعضای اصلی گروه را ترک کردند و نوازندگان آمریکایی جایگزین آنان شدند، دورو تنها فرد آلمانی در گروه باقی ماند. در سال ۱۹۸۹، در حالی که به‌دنبال نوشتن مطالبی برای دنبالهٔ «پیروزی و عذاب» بود، به یک دلیل قانونی با مدیر سابق گروه، حق و حقوق نام وارلاک را از دست داد. شرکت ضبط او وی را مجبور به پذیرش انتشار آلبوم‌های جدید با نام دورو کرد تا او بتواند به‌کار خود ادامه دهد. دورو در نبرد قانونی برای نام وارلاک پافشاری کرد و در نهایت در سال ۲۰۱۱ این حقوق را به‌دست‌ آورد.

### دورو در ایالات متحده (۱۹۹۰–۱۹۸۹)
آنچه که در ابتدا به عنوان پنجمین آلبوم وارلاک در نظر گرفته شده بود، منجر به پیدایش Force Majeure، اولین آلبوم دورو شد که در فوریه ۱۹۸۹ منتشر و در ایالات متحده توسط جوی بالین ضبط شد، و جانشین طبیعی برای «پیروزی و عذاب» است، که در تضاد با پاور متال اروپایی آثار قبلی وارلاک، به حرکت گروه به سمت گلم متال سازگار با سبک رادیو پسند (جذاب به سلیقهٔ عامه) ادامه می‌دهد. این آلبوم در اروپا فروش بسیار خوبی داشت، اما موفقیت محدودی در ایالات متحده داشت و در انتهای جدول بیلبورد ۲۰۰ قرار گرفت.
پس از تور برای تبلیغ Force Majeure، ترکیب نهایی وارلاک منحل شد و دورو روی حرفهٔ انفرادی خود تمرکز کرد. او تصمیم گرفت مدیر سوئیسی خود الکس گروب را حفظ کند، اما از عضویت در گروهی که وظایف ترانه‌سرایی و تصمیمات شغلی را با آنها به اشتراک می‌گذاشت، صرف نظر کرد. او با جین سیمونز، نوازنده باس و بت دوران کودکی‌اش در کیس تماس گرفت، که برای دومین بار به عنوان استعدادیابی و تهیه‌کننده موسیقی فعالیت می‌کرد. سیمونز مایل به شروع همکاری بود و آلبوم دورو را با کمک گیتاریست تامی ثیر و پت ریگان تولید کرد. دورو اخیراً اعلام کرد که سیمونز «بهترین تهیه‌کننده‌ای بود که تا به حال داشتیم!»
گروهی که توسط نوازندگان آمریکایی توماس جود در گیتار، پل موریس در کیبورد، نیک داگلاس در بیس و تام کومبز در درام تشکیل شده بود، برای حمایت تور بازسازی شد. دورو یک پیشنهاد تجاری‌تر از آلبوم قبلی بود، اما منجر به شکست در ایالات متحده شد و برعکس، در اروپا فروش خوبی داشت، تصمیم پلی‌گرام برای قطع انتشار آلبوم‌های دورو در آمریکا را تسریع کرد، جایی که جذابیت تجاری گلم متال و راک کلاسیک به‌سرعت به نفع سبک گرانج و آلترناتیو راک رو به کاهش بود. دورو سال ۱۹۹۰ افتتاحیه‌ای را با اجرا در آلمان به همراه گروه اسکورپیونز به پایان رساند.

### دورو در اروپا (۱۹۹۹–۱۹۹۱)
این خوانندهٔ آلمانی در سال ۱۹۹۱، زمانی که آلبوم True at Heart را در بهشت موسیقی کانتری نشویل، تنسی، با نوازندگان محلی و تهیه کنندهٔ اصلی بری بکت ضبط کرد، مسیر جدیدی را برای موسیقی خود تجربه کرد. دن هاف از گروه ملودیک هارد راک Giant اثر اصلی گیتار خود را به آلبوم رساند. اعضای جدید گروه مایکل تایرل در گیتار، جف برونو در گیتار و کیبورد، و تونی مک در درامز برای تور اروپایی بعدی استخدام شدند. دورو با وجود زندگی در ایالات متحده و از دست دادن دیده‌شدن در رسانه‌های انگلیسی زبان، در آلمان بسیار محبوب باقی ماند، جایی که آلبوم‌های او همیشه در نمودار قرار می‌گرفتند و در سال ۱۹۹۱ او در یک آهنگ خیریه به نام «Let Love Conquer the World» توسط پروژه راک آلمان خواند..
در بازگشت به ایالات متحده پس از تور اروپا، دورو با جک پونی یک نویسنده و تهیه کنندهٔ آهنگ اصلی از نیوجرسی، در تماس قرار گرفت تا روی دو آلبوم بعدی خود کار کند. پونتی در آن زمان تهیه‌کننده برخی از آثار کوچک گلم متال و مدیر گروه‌های اسکید رو و Nelson بود. آلبوم Angels Never Die که در سال ۱۹۹۳ منتشر شد، توسط خود پونتی و ویک پپ با کمک موزیسین‌های مختلف تهیه و اجرا شد. این مجموعه ترکیبی از آهنگ‌های هارد راک ملودی و پاور بالادها را دارد، که معمول آلبوم‌های تجاری پاپ متال دوره است. این آلبوم در اروپا موفقیت محدود داشت، اما ویدیو برای آهنگ Bad Blood در اولین مراسم جوایز موسیقی ام‌تی‌وی اروپا در سال ۱۹۹۴ بهترین ویدیوی ضد نژادپرستی انتخاب شد. این تور به حمایت از Angels Never Die در گروه دورو، نوازندهٔ آمریکایی جو تیلور (سابق لیتا فورد باند) را در گیتار اصلی، جیمی دیللا (سابق گروه‌های Waysted و Mariah و Tyketto) را در گیتار و کیبورد و کریس برانکو را در درام معرفی کرد. برانکو به زودی توسط جانی دی (سابق گروه‌های Waysted و Britny Fox) جایگزین شد و این گروه در سال ۱۹۹۳ آلبوم زندهٔ Doro Live را ضبط کرد، که همچنین در سیستم ویدئوی خانگی منتشر شد. دورو اولین اجرا در جشنوارهٔ وکن اپن ایر را در ۲۰ اوت ۱۹۹۳ برگزار کرد.
Machine II Machine، دومین آلبوم تولید شده توسط جک پونتی، با تلاش مشترک نوازندگانی با زمینه‌های موسیقی بسیار متفاوت ساخته شد. نتیجه آلبومی است که زمینه‌های جدیدی را برای دورو بررسی می‌کند و صدای او را به موسیقی راک رایج نزدیک می‌کند. این آلبوم توسط کوین شرلی میکس شد و در سال ۱۹۹۵ منتشر شد. این آخرین آلبوم استودیویی او بود که توسط ناشر موسیقی ورتیگو رکوردز منتشر شد و سرانجام قرارداد ده ساله‌ای را با لیبلی که وارلاک در سال ۱۹۸۵ امضا کرده بود، تکمیل کرد. پلی گرام قرارداد او را بازسازی نکرد و دورو وارد مذاکره با سایر شرکت‌های ضبط موسیقی شد. راس اروین و فرانک فرر به ترتیب جایگزین دیللا و دی برای تور زیر شدند. در یک مکث از برنامهٔ تورهای خود در اکتبر ۱۹۹۵، دورو اولین بازیگری خود را به‌عنوان ستارهٔ مهمان در سریال احساسی تلویزیونی آلمانی به‌نام عشق ممنوعه انجام داد. دورو در مصاحبه‌های مختلف به‌یاد می‌آورد که چگونه در آن سال‌ها به‌عنوان یک خوانندهٔ هوی متال، ادامه دادن برایش بسیار سخت بود و چگونه مقام او گاهی اوقات به مشاغل عجیب و غریب مانند خوانندگی در عروسی‌ها و مهمانی‌های خصوصی تقلیل می‌یافت.
دورو در پایان سال ۱۹۹۵ یک قرارداد جهانی با شرکت بزرگ گروه موسیقی وارنر امضا کرد و شروع به نوشتن مطالب جدید با یورگن اینگر و کریس لیتز از سبک اینداستریال متال آلمانی و گروه Die Krupps کرد که در حین کار با آنها آشنا شده بود. روی ریمیکس آهنگ‌های Machine II Machine، دورو همچنین با جیمی هری و فرد ماهر در ایالات متحده روی آهنگ‌های دیگری کار کرد. آلبوم به‌دست آمده، با عنوان Love Me in Black، سه سال طول کشید تا تکمیل شود و شامل استفاده گسترده از دستگاه‌های الکترونیکی و ماشین‌های درام، همراه با صدایی سنگین تر از پیشینیان خود شد. گروه موسیقی وارنر این آلبوم را برای بازار ایالات متحده نامناسب ارزیابی کرد و آن را فقط در آلمان منتشر کرد. گیتاریست آمریکایی ماریو پاریلو (سابق گروه‌های Detente و Fear of God) به تیلور، داگلاس و جانی دی بازگشته در گروه دورو برای تور زیر پیوست، که شامل اجرای دیگری در جشنوارهٔ وکن اوپن ایر بود.
پس از تور (Love Me in Black) در سال ۱۹۹۸، دورو راه خود را از گروه موسیقی وارنر جدا کرد، زیرا از تبلیغات کمی که آلبوم دریافت کرده بود، راضی نبود و با لیبل آلمانی اس پ فاو قرارداد امضا کرد. از طریق اقدام قاطع باشگاه هواداران آمریکایی خود، او همچنین پیشنهادی از انترتینمنت وان میوزیک برای معامله با ایالات متحده دریافت کرد و آن را پذیرفت.

### بازگشت (۲۰۰۳–۲۰۰۰)
در سال ۲۰۰۰، آلبوم Calling the Wild در دو نسخهٔ مختلف در اروپا و ایالات متحده منتشر شد که نسخهٔ دوم شامل نسخه‌های ضبط شده و ریمیکس شدهٔ آهنگ‌های Love Me in Black نیز بود. آهنگ‌های Calling the Wild توسط تعداد زیادی از نوازندگان جلسه اجرا می‌شوند و باب کالیک، اسلش، آل پیترلی و اریک سینگر در آن مشارکت دارند. این آلبوم شامل آهنگ‌های Love Me Forever و Alone Again که فراتر در کالیفرنیا با خوانندهٔ گروه انگلیسی موتورهد، یان لمی کیلمیستر ضبط شده است. موسیقی Calling the Wild مستقیم هارد راک و هوی متال است، به‌قول دورو «از فوق هوی به فوق حساس با پیام‌های خوب» و پیچش‌های تجربی آثار او در دههٔ ۱۹۹۰ را پشت سر می‌گذارد. آهنگ Burn It Up به‌عنوان سرود تیم فوتبال آمریکایی Rhein Fire مستقر در NFL Europe در دوسلدورف نوشته شد.
در آغاز قرن، هوی متال در حال بازیابی محبوبیت عمومی در سراسر جهان بود و دورو با حضور در جشنوارهٔ نیوجرسی متال Meltdown II در ماه مارس به ایالات متحده بازگشت. او سپس اولین تور ایالات متحدهٔ خود را پس از ده سال با حمایت از دیو و اینگوی مالمستین آغاز کرد و با استقبال بسیار گرم تماشاگران مواجه شد. گروه دورو همچنین در اروپا تور اجرا کرد و برای اولین بار از روسیه بازدید کرد و پش به‌عنوان مهمان در وکن اوپن ایر ۲۰۰۱ برای دئوت با سابینا کلاسن از گروه ترش متال آلمانی هالی موزز در آهنگ Too Drunk to Fuck حضور یافت.
ماریو پاریلو در اواخر سال ۲۰۰۰ در حین تور با دیو در ایالات متحده مریض شد و مدت کوتاهی بعد به‌دلیل یک نوع سرطان تشخیص داده نشده درگذشت. اولیو پالوتای، یک نوازندهٔ جوان آلمانی-مجارستانی که به‌طور کلاسیک آموزش دیده بود، پس از پایان تور، جای خود را در گیتار و کیبورد در گروه دورو گرفت.
دورو دوباره در یک استودیوی ضبط برای تولید هشتمین آلبوم استودیویی خود به‌نام Fight در سال ۲۰۰۲ بود. قبل از انتشار آلبوم، او در میان دیگران، در دو جشنوارهٔ بزرگ متال آلمان، وکن اپن ایر و Bang Your Head، اجرا کرد. آلبوم جدید اولین آلبومی بود که مشارکت خلاقانهٔ همهٔ اعضای گروه تور او را که در همهٔ آهنگ‌ها نواختند، به‌نمایش گذاشت. نوازندگان مهمان آلبوم ژان بووار، کریس کفری، راس بالارد و پیتر استیل خوانندهٔ تایپ او نگاتیو بودند که در آهنگ Descent با دورو آواز خواندند. آهنگ Always Live to Win جایگزین Burn It Up به‌عنوان سرود راین فایر شد، در حالی که آهنگ Fight اولین سرود از چهار سرود ساخته شده توسط دورو بود و برای معرفی مبارزات دوستش، قهرمان زن آلمانی بوکس، رجینا هالمیچ، استفاده شد. (بقیه عبارتند از: She's Like Thunder و The Queen و نسخهٔ جدیدی از All We Are). به‌دلیل دوستی او با هالمیچ، دورو در یک مسابقهٔ نمایشی در تلویزیون آرتی‌ال آلمان شرکت کرد.

### محبوبیت مداوم (۲۰۱۰–۲۰۰۳)
تا سال ۲۰۰۳، طرفداران، مطبوعات و جامعهٔ اینترنتی اغلب به دورو با نام ملکهٔ متال اشاره می‌کردند تا ادای احترام خود را نسبت به حرفهٔ بی‌وقفهٔ خوانندهٔ آلمانی در صحنهٔ هوی متال نشان دهند. دورو در طول تور اروپایی خود با گروه‌های ساکسون، Bonfire و Circle II Circle، یک کنسرت ویژه در Phillips Halle در دوسلدورف ترتیب داد تا بیستمین سالگرد انتشار اولین آلبوم خود، سوزاندن جادوگران را جشن بگیرد و بسیاری از نوازندگان را دعوت کرد. که در حرفهٔ خود با او دوست شده بودند و با آنان همکاری کرده بود. در ۱۳ دسامبر ۲۰۰۳، او در مقابل بیش از ۶۰۰۰ نفر با مهمانان‌هایش بلیز بیلی، یودی‌او درک‌اشنایدر، یان لمی کیلمیستر، میکی دی، ژان بووار، کلاوس لسمان و اعضای ساکسون و Circle II Circle اجرا کرد. در طول نمایش، دورو سه آهنگ را با هم گروه‌های سابقش وارلاک، در ردیف آنها در سال ۱۹۸۶ پخش کرد. این کنسرت در سال ۲۰۰۶ در یک دی‌وی‌دی دوگانه با عنوان 20Years – A Warrior Soul منتشر شد.
تور جهانی طولانی برای ترویج Fight دورو را برای اولین بار در برخی از کشورهای اروپای شرقی، در استرالیا و تایلند به‌صحنه آورد. فیلم زنده از آن تور در دو دی‌وی‌دی Für Immer در سال ۲۰۰۳ منتشر شد که در آلمان طلایی شد. او همچنین دو کنسرت در آلمان با یک ارکستر سمفونیک کامل برگزار کرد و در آنجا آهنگ‌های راک خود را به نسخه‌های جدید آکوستیک و کلاسیک تبدیل کرد. این تجربیات زندهٔ جدید او را وادار کرد تا ضبط یک آلبوم کامل آکوستیک و سمفونیک را تجربه کند که شامل آهنگ‌های جدید و تنظیم‌شده است. تولید Classic Diamonds هشت ماه به‌طول انجامید و برای تکمیل شدن به یک ارکستر سمفونیک سی عنصری به توانایی‌های تنظیم الیور پالوتای و تهیه کنندگی تورستن سیکرت نیاز بود. این آلبوم توسط AFM Records در سپتامبر ۲۰۰۴ منتشر شد و دورو با گروه معمولی تور خود و عناصر ارکستر برای ارائهٔ نمایش‌های نیمه آکوستیک به تور اروپا رفت. این تور با اجرای زندهٔ دورو و ارکستر کلاسیک شب در وکن اپن ایر ۲۰۰۴ آغاز شده بود، که اولین بار بود که یک ارکستر سمفونیک کامل در جشنوارهٔ متال مشهور آلمانی اجرا داشت. اجرای آکوستیک او شامل یک دوئت با بلیز بیلی در آهنگی از آیرون میدن Fear of the Dark بود. در همان شب، دورو دوباره با هم گروه‌هایش وارلاک جمع شد تا آهنگ‌های قدیمی خود را اجرا کنند.
آلبوم چندآهنگه Let Love Rain on Me، شامل نسخه‌های تک آهنگ‌های Classic Diamonds، موفقیت غیرمنتظره‌ای در اسپانیا بود، جایی که در جدول تک‌آهنگ‌ها به رتبهٔ هفتم رسید. در سال ۲۰۰۴، دورو با بازیگر دیرک باخ یک نسخه متال از آهنگ بده! بده! بده! را ضبط کرد و آن را به صورت زنده روی صحنهٔ در نمایش آلبوم ادای احترام به گروه آبا در تلویزیون آرتی‌ال آلمان اجرا کرد.
دورو پش در نقش مها جنگجو (warrior Meha) در فیلم اکشن ماقبل تاریخ Anuk-Der Weg des Kriegers (آنوک-راه جنگجو)، به نویسندگی، کارگردانی و تفسیر لوک گاسر که در سال ۲۰۰۵ در سوئیس فیلمبرداری شد، انتخاب شد. این فیلم در سال ۲۰۰۶ منتشر شد و مارک استوریس، خواننده گروه هارد راک سوئیسی Krokus نیز در آن حضور دارد. در طول دورهٔ فیلمبرداری، او آهنگ‌های جدیدی را در سوئیس با نوازندگان محلی و تهیه‌کنندگی گاسر نوشت و ضبط کرد، که سه تا از آن آهنگ‌ها برای موسیقی متن فیلم استفاده شد. آهنگ‌های بیشتری در آلمان در زمان آزاد بین تورها با گروه و همکاران معمولی او ضبط شد و در سال ۲۰۰۶ در آلبوم Warrior Soul منتشر شد. فیلم‌نامه فیلم دوم با همین بازیگران در سال‌های بعد نوشته شد و گاسر سرانجام در سال ۲۰۱۲ بودجه لازم برای شروع تولید را پیدا کرد.
در همان سال، دورو پش در سی‌دی مزایای انجمن موزهٔ بوروسیا دورتموند با عنوان Tief in meinem Herzen (در اعماق قلب من)، یک نسخهٔ اصلاح شده از آهنگ کلاسیک Für Immer او که برای این کار بازنویسی شده بود، مشارکت کرد. همچنین قبل از بازی بوروسیا دورتموند یک اجرای زنده در ورزشگاه وستفالن انجام داد و یکی از اولین بازدیدکنندگان موزه Borusseum بود که در زمان افتتاح آن به میدان رفت. او در مصاحبه‌ای با سخنگوی باشگاه گفت که پدرش از طرفداران بوروسیا بود.
در تور بعدی دورو در جشنواره‌های مختلف در سراسر جهان حضور داشت. در میان آنها، اولین جشنوارهٔ متال آمریکایی با چهرهٔ زن Flight of the Valkyries در ۲۷ ژوئن ۲۰۰۷ در سینت پال، مینه‌سوتا برگزار شد. آنها همچنین در جشنوارهٔ Summer Breeze Open Air در دینکلزبول، بایرن در اوت ۲۰۰۷، در پنجمین نسخه از Metal Female Voices Fest در لبوک، بلژیک در ۱۹ اکتبر ۲۰۰۷، جایی که او با سابینا کلاسن در All We Are و در جلسه کریسمس سنگین در ۱۵ دسامبر ۲۰۰۷ در دوسلدورف بودند. در ژوئیه ۲۰۰۸، آنها در فستیوال Magic Circle Festival در باد آرولزن، آلمان و در Hard Rock Hell در پرستاتین، ولز در ۵ دسامبر ۲۰۰۸ بودند. گروه دورو برای اولین بار در نوامبر ۲۰۰۸ از چین بازدید کرد. کریس کفری در سال ۲۰۰۷ جایگزین جو تیلور در گیتار لید برای برخی از قرارهای ایالات متحده شد. و همچنین الیور پالوتای مجبور شد در تاریخ‌های مختلف با گیتاریست ایتالیایی، لوکا پرینچیوتا، جایگزین شود به دلیل تعهدات متعدد او با گروه‌‎های Blaze و کملوت و Sons of Seasons.
هم تیلور و هم پالوتای در ۱۳ دسامبر ۲۰۰۸ در کنسرت ویژهٔ بیش از سه ساعته‌ای که دورو در ISS Dome در دوسلدورف برای جشن گرفتن بیست و پنجمین سالگرد فعالیت خود در مقابل ۹۰۰۰ تماشاگر برگزار کرد، در گروه حضور داشتند. این نمایش با اجرای گروه‌های Holy Moses و Leaves' Eyes و آرچ انمی معرفی شد. قسمت اصلی با ترانه‌هایی از کارنامه دورو شروع شد، از جمله دوئت با بابی الزورث (اورکیل)، ژان بووار، کریس بولتندال (گریو دیگر)، اکسل رودی پل، کلاوس ماین و رودولف شنکر (اسکورپیونز)، تاریا تورونن (سابق نایت‌ویش)، وارل دین (نورمور)، لیو کریستین، فلور یانسن، Ji-In Cho و Girlschool و سایر خوانندگان زن که در تک آهنگ Celebrate که چند ماه قبل از نمایش منتشر شده بود، خوانده بودند. این نمایش شامل تجدید دیدار دیگری از تشکیل وارلاک در سال ۱۹۸۶ بود و با حضور همهٔ مهمانان، نوازندگان دیگر (مانند الکساندر کرول، تام آنجلریپر، اعضای Saltatio Mortis) و دوستان خوانندهٔ آلمانی روی صحنه به اوج رسید تا All We Are را بخوانند. این رویداد در سال ۲۰۱۰ در دی‌وی‌دی دوتایی 25Years in Rock... and Still Going Strong توسط نوکلیر بلست، کمپانی رکورد جدید دورو ضبط و منتشر شد.
چند روز پس از نمایش و علی‌رغم وضعیت سلامتی ناامن ناشی از التهاب شدید چشم، دورو در تیلبورخ هلند بود تا در اولین نسخه از سمفونی متال کریسمس شرکت کند، جایی که با همراهی یک گروه از نوازندگان متال هلندی و یک اورکستر سمفونی آواز می‌خواند.
آلبوم دورو Fear No Evil در ژانویهٔ ۲۰۰۹ منتشر شد و در نمودارهای بسیاری در سراسر اروپا قرار گرفت. این آخرین همکاری او با گیتاریست جو تیلور بود که برای پیوستن به گروه Cycle of Pain درو را ترک کرد. جای او در گروه توسط گیتاریست هلندی باس مس (سابق افتر فوراور) گرفته شد. ترکیب پش، مس، پرینسیوتا، داگلاس و دی در بیشتر سال‌های ۲۰۰۹ و ۲۰۱۰ به یک تور جهانی رفتند و به آمریکای شمالی و جنوبی، روسیه، چین و برای اولین بار به ژاپن رسیدند. دورو از ساکسون در تور بریتانیا در سال ۲۰۰۹ و موتورهد در آلمان در سال ۲۰۱۰ حمایت کرد. در طول این مدت طولانی در راه، گیتاریست پرینسیوتا گاهی اوقات توسط رابرت کاتریخ یا توسط هریسون یانگ جایگزین می‌شد. گروه دورو در جشنواره‌های سراسر جهان ظاهر شد، از جمله واکن اوپن ایر و Metal Female Voices Fest 7 (جایی که او دوباره با تاریا تورونن دئوت کرد) در سال ۲۰۰۹، Hellfest در فرانسه، Bang Your Head در آلمان و Bloodstock Open Air در بریتانیا در سال ۲۰۱۰.
در سال ۲۰۰۹، او سرود "Wacken "We Are the Metalheads را برای ۲۰ سالگی جشنوارهٔ واکن اوپن ایر نوشت. این آهنگ در ۳۰ ژوئیه ۲۰۰۹ به عنوان تک آهنگ منتشر شد و توسط دورو پش و توماس جنسن (سابق گروه Skyline) که سازمان دهندهٔ واکن بود، اجرا شد.

### دورو در دههٔ ۲۰۱۰ و پس از آن (۲۰۱۰–اکنون)
در ۱۳ مارس ۲۰۱۰، دورو دوهزارو پانصدمین برنامهٔ زندهٔ خود را با یک کنسرت ویژه در دوسلدورف با مهمانان Krypteria، لوک گاسر، مارک استوریس، اشمیر (از گروه Destruction)، سابینا و اندی کلاسن جشن گرفت. همیشه در سال ۲۰۱۰، دورو، اشمیر، میل پتروزا (کریتور) و آلف آتور (Knorkator) صدای خود را به نسخه آلمانی Metalocalypse، نمایش انیمیشن ایالات متحده دربارهٔ Dethklok، محبوب‌ترین گروه دث متال جهان، قرض دادند.
دورو دوباره در سال ۲۰۱۱ در تور بود و در Metal Female Voices Fest 9 شرکت کرد. او همچنین به‌عنوان خوانندهٔ مهمان برای گروه ادای احترام شاگردان دیو، که توسط نوازندگان گروه دیو تشکیل شده بود، به اسپانیا و ایتالیا سفر کرد و آهنگ‌هایی برگرفته از دوران طولانی زندگی رانی جیمز دیو فقید را اجرا کرد. در سال ۲۰۱۰، او قبلاً در آلمان در یک کنسرت ادای احترام برای بنیاد سرطان Stand Up and Shout برای تحقیقات سرطان شرکت کرده بود که زندگی و کار دیو را جشن می‌گرفت.
در سال ۲۰۱۲ او آهنگ‌هایی را در ایالات متحده، آلمان و اسکاندیناوی برای آلبوم جدیدی با عنوان Raise Your Fist که در اکتبر منتشر شد، ضبط کرد. اولین تک آهنگ این آلبوم در اوت ۲۰۱۲ منتشر شد.
در ژوئن ۲۰۱۳، مجله موسیقی متال همر جایزه Golden God Legend را به دورو اختصاص داد.
دورو به مناسبت سی‌امین سالگرد استیج خود، کنسرتی دو روزه را در CCD Stadthalle در زادگاهش دوسلدورف در ۲ و ۳ می ۲۰۱۴ برگزار کرد. در اولین نمایش، او را ارکستر کلاسیک شب همراهی می‌کرد. خوانندگان مهمان شامل بیف بایفورد (ساکسون)، کریس کفری، اودو دیرکشنایدر، بلیز بیلی، مارک استوریس، تام آنجلریپر، آقای لردی و هانسی کورش بودند. همچنین لردی گیتاریست Amen در نمایش در ۲ مه حضور داشت.
دورو به تورهای خود ادامه داد و در سال‌های بعد نمایش‌های جشنواره‌ای بیشتری داشت، البته با برنامه‌های فشرده‌تر نسبت به گذشته. او اولین آلبوم خود را پس از شش سال، Forever Warriors, Forever United در ۱۷ اوت ۲۰۱۸ منتشر کرد و در نمودارهای بسیاری در سراسر جهان قرار گرفت.
در نوامبر ۲۰۱۹، دورو شروع به نوشتن مطالب جدید برای چهاردهمین آلبوم خود کرده بود. تک آهنگ جدید او Brickwall در ۲۶ ژوئن ۲۰۲۰ به صورت دیجیتالی منتشر شد و نسخهٔ وینیل آن در ۳۱ ژوئیه منتشر خواهد شد. انتظار می‌رود این آهنگ در آلبوم جدید او ظاهر شود، که قرار بود در سال ۲۰۲۱ منتشر شود، اگرچه بعداً به سال ۲۰۲۲ عقب انداخته شد. در ماه مه ۲۰۲۳، دورو Conqueress Forever Strong and Proud را به‌عنوان نام آلبوم جدید خود اعلام کرد که قرار است در ۲۷ اکتبر منتشر شود.
در ۱۳ ژوئن ۲۰۲۰، دورو در CARantena-Arena در ورمز، آلمان اجرا کرد و اولین هنرمند هوی متال شد که در طول همه‌گیری کووید-۱۹ کنسرتی برگزار کرد. او خاطرنشان کرد: «در چند هفته گذشته من واقعاً دلم برای طرفدارانم و همچنین گروهم تنگ شده بود. نمایش درایو-این یک تجربهٔ منحصر به‌فرد و برجسته حرفه‌ای برای من بود. احساس بسیار خوبی است که دوباره با هم برنامه اجرا کنیم. امیدواریم، ما به‌زودی می‌توانیم دوباره از نمایش‌های معمولی لذت ببریم.»

## دوئت‌ها
دورو پش به خاطر دوئت‌های متعددش با خوانندگان خبره و هنرمندان جدید در صحنهٔ متال به‌خوبی شناخته شده است. این دوئت‌ها تمایل این خوانندهٔ آلمانی را برای همکاری با هنرمندانی که او آنها را تحسین می‌کرد و او را تحت تأثیر قرار داده بودند، برآورده کرد. او در دسترس بودن دوستانهٔ بسیاری از نوازندگانی را که در زندگی حرفه‌ای‌اش ملاقات کرده بود برای کمک به آلبوم‌ها و اجراهای زنده‌اش دریافت و به عنوان تبادل لطف بین هنرمندان، هم در برنامه‌های زنده و هم در آلبوم‌های استودیویی همان هنرمندان ظاهر شد. این اتفاق برای مثال با یودی‌او درک‌اشنایدر در تصنیف راک Dancing with an Angel و با تویستد سیستر در آهنگ کریسمس سفید در آلبوم آنها A Twisted Christmas در سال ۲۰۰۴ رخ داد.
همچنین گروه‌ها و هنرمندان جدید به‌دنبال صداهای دورو برای افزایش تولیدات خود بودند، معمولاً با همان مکانیسم متقابل، مانند افتر فور اور در آهنگ Who I Am با فلور یانسن و تاریا تورونن در آهنگ The Seer. هر دو خواننده، یانسن و تورونن نیز به‌عنوان خوانندهٔ مهمان در آلبوم‌ها و نمایش‌های زندهٔ دورو ظاهر شدند. گروه Krypteria که در تورهای سال‌های ۲۰۰۹ و ۲۰۱۰ برای دورو اجرا کرده بودند، به شیوهٔ مشابهی دوئت با جی-ین چو را در آهنگ Victoria خود به‌دست‌آورد.
موقعیت‌های مکرر دوئت‌های زنده در طول تورها اتفاق افتاد، مانند تور اروپایی ۲۰۱۰ با موتورهد، زمانی که دورو و لمی آهنگ‌های معروف گروه را اجرا می‌کردند، مثلاً Killed by Death و Born to Raise Hell، یا با ساکسون در سال ۲۰۱۱ هنگام اجرای آهنگ ساکسون Denim & Leather.
اخیراً، دورو در آهنگ A Dream That Cannot Be از گروه ملودیک دث متال سوئدی آمن امارث در آلبوم Jomsviking که در سال ۲۰۱۶ منتشر شد، مشارکت کرده است.

## پذیرش و میراث
در دههٔ ۱۹۸۰، حضور زنان در راک و به‌ویژه در گروه‌های هوی متال، معمولاً توسط مطبوعات و طرفداران، بیشتر به خاطر زرق و برق و استثمار جنسی مورد توجه قرار می‌گرفت تا برای نوازندگی. دورو پش یکی از معدود استثناها بود. ویژگی‌های او به‌عنوان خواننده و ترانه‌سرا در وارلاک، تعهد او در ترویج موسیقی‌شان و اجتناب او از قرار گرفتن به‌عنوان نماد جنسی باعث شد که مورد احترام طرفدارانی در حال گسترش صحنهٔ متال اروپایی آن دوره، تضمین یک رشته طولانی از مقالات مطلوب و جلدهای مجلات اصلی متال اروپایی باشد. دورو در مصاحبه‌ای در سال ۲۰۰۶ به‌یاد آورد که چگونه «ما در بهشت زندگی می‌کردیم و به آن توجه نکرده بودیم، (...) در آن زمان فکر می‌کردیم که اکنون ادامه می‌یابد و موفقیت به‌طور خودکار ادامه خواهد داشت، (...) سپس بیداری بزرگ فرا رسید».
وارلاک شروع به دستیابی به شهرت محکمی در ایالات متحده کرد، زمانی که ذائقهٔ تماشاگران برای کارهای متال کلاسیک به نفع گرانج تغییر کرد و مأموریت او به‌عنوان خواننده برای تسخیر بازار آمریکا ناتمام ماند. برعکس، در کشورش، طرفداران و مطبوعات همیشه به دورو طرفدار و وفادار باقی ماندند، و در کارنامهٔ کاری خود پنج نامزدی جایزهٔ موسیقی اکو آلمان را دریافت کرد، جایزه‌ای که در سال ۱۹۹۴ به عنوان بهترین هنرمند زن ملی برنده شد.
تورهای اروپایی مکرر او در دههٔ ۱۹۹۰ باعث دیده شدن او در چشمان هواداران شد و به او درآمد کافی برای زنده ماندن از دورهٔ تیره و تار را داد. او در اسپانیا به قدری محبوب شد که خوانندگان مجلهٔ موسیقی Heavy Rock در نظرسنجی سالانه خود، ۱۳ بار او را به‌عنوان بهترین خوانندهٔ بین‌المللی انتخاب کردند. او همیشه اعلام می‌کرد که برای طرفداران زندگی و تور می‌کند و می‌گفت که «هرگز یک تور را لغو نمی‌کند و همه این را در مورد من می‌دانند». لمی خوانندهٔ موتورهد در مصاحبه‌ای در سال ۲۰۰۳ شهادت داد که دورو چقدر حرفه‌ای است.
با بازگشت هوی متال در جدول‌های جهانی و انتشار صدها مجلهٔ وب و مجله‌های طرفداران اختصاص داده شده به هارد راک در اینترنت، دورو دوباره ستارهٔ صحنهٔ متال شد، که در سراسر جهان بسیار مورد درخواست قرار گرفت و توسط رسانه‌ها با وی به‌عنوان یک بازماندهٔ محترم رفتار می‌شود و الهام بخش خواننده‌های زن جدید، حرفه و تعهد او توسط نسل جدید خوانندگان زن هوی متال مورد احترام قرار گرفته است. همان‌طور که فلور جانسن از After Forever در مصاحبه‌ای در سال ۲۰۰۷ اظهار داشت، دئوت با دورو «افتخار بزرگی بود و ما او را انتخاب کردیم زیرا او پیشگام صحنهٔ جلوهٔ زن بود». خود دورو ظاهراً در اوایل حرفه‌اش از این نقش آگاه بود که «به زنان دیگر اعتماد به نفس بدهد» در دنیای متال، به‌عنوان پیشگام برای طرفداران و موسیقی‌دانان زن عمل می‌کند.
به‌عنوان شواهد دیگری از تأثیر او بر صحنهٔ هوی متال، در دسامبر ۲۰۰۸ یک شرکت ضبط موسیقی مستقر در آلمان به‌نام Pure Steel Records، اولین آلبوم رسمی ادای احترام به وارلاک و دورو را با عنوان Tribute to Steel: A Tribute to Warlock منتشر کرد. این آلبوم شامل مشارکت‌هایی از گروه‌هایی مانند Custard و Crystal Viper و Lonewolf و سبتان است که به آهنگ‌های چهار آلبوم اول دورو با مشارکت اعضای اصلی وارلاک ادای احترام می‌کنند.

## زندگی شخصی
دورو پش همیشه در حفظ حریم خصوصی خود در خارج از صحنه بسیار محتاط بوده است. او آگاهانه تصمیم گرفت ازدواج نکند یا بچه‌دار نشود تا تمام وقت خود را به حرفهٔ موسیقی و طرفدارانش اختصاص دهد. اشعار آهنگ «You Are My Family» که آلبوم Warrior Soul را افتتاح می‌کند، نمونه‌ای از این تصمیم است. پس از مرگ پدرش در سال ۲۰۰۰، مادرش باربارا، کلوپ طرفداران دورو را مدیریت می‌کند.
او خانه‌هایی در دوسلدورف، آلمان و در لانگ آیلند، نیویورک دارد، جایی که معمولاً زمانی که در تور نبود، آنجا زندگی می‌کرد تا زمانی که خانه‌اش در لانگ آیلند توسط توفان آیرین در اوت ۲۰۱۱ ویران شد. او گرین کارت خود را برای زندگی و کار در ایالات متحده در سال ۱۹۹۱ دریافت کرد. دورو به همراه اعضای سابق گروه Die Krupps، یورگن اینگلر و کریس لیتز صاحب استودیوهای ضبط Atom H در دوسلدورف است، که برخی از آلبوم‌های خود را در آنجا ضبط کرده است.
دورو یک گیاه‌خوار است. لباس‌های صحنهٔ او دست‌ساز است، از مدل‌هایی که او طراحی می‌کند و از مواد مصنوعی تقلید از چرم، مطابق با رابطه‌اش با بنیاد مردمی پیتا استفاده می‌کند. او تلاش می‌کند از سازمان‌هایی حمایت کند که علیه بی عدالتی، به ویژه علیه زنان و دختران مبارزه می‌کنند. دورو یک بوکسور آموزش دیدهٔ تایلندی بوده است، ورزشی که در سال ۱۹۹۵ شروع به تمرین کرد. او به هنرهای گرافیکی و نقاشی علاقه دارد.

## اعضای گروه
ترکیب فعلی
- دورو پش: خوانندهٔ اصلی از سال ۱۹۸۸ تا کنون
- جانی دی: درامز، همخوان از سال ۱۹۹۳ تا ۱۹۹۵ و از سال ۱۹۹۸ تا کنون
- بس ماس: گیتار، همخوان از سال ۲۰۰۹ تا کنون
- بیل هادسون: گیتار، کیبورد، همخوان از سال ۲۰۲۱ تا کنون
- استفان هرکنهوف: بیس، همخوان از سال ۲۰۲۱ تا کنون

اعضای پیشین
- جان لوین: گیتار از سال ۱۹۸۸ تا ۱۹۸۹
- تامی هنریکسن: بیس، همخوان از سال ۱۹۸۸ تا ۱۹۸۹
- بابی راندینلی: درامز از سال ۱۹۸۸ تا ۱۹۸۹
- پل موریس: کیبورد از سال ۱۹۸۹ تا ۱۹۹۰
- نیک داگلاس: بیس، کیبورد، همخوان از سال ۱۹۹۰ تا ۲۰۲۰
- تام کومبز: درامز سال ۱۹۹۰
- توماس جود: گیتار سال ۱۹۹۰
- مایکل اس. تیرل: گیتار، کیبورد از سال ۱۹۹۱ تا ۱۹۹۲
- جف برونو: گیتار، کیبورد از سال ۱۹۹۱ تا ۱۹۹۲
- تونی مک: درامز از سال ۱۹۹۱ تا ۱۹۹۲
- کریس برانکو: درامز سال ۱۹۹۳
- جو تیلور: گیتار، همخوان از سال ۱۹۹۳ تا ۲۰۰۹
- جیمی دیللا: گیتار، کیبورد، همخوان از سال ۱۹۹۳ تا ۱۹۹۵
- راس اروین: گیتار، کیبورد از سال ۱۹۹۵ تا ۱۹۹۶
- فرانک فرر: درامز از سال ۱۹۹۵ تا ۱۹۹۶
- ماریو پاریلو: گیتار، کیبورد از سال ۱۹۹۸ تا ۲۰۰۱
- رابرت کاتریخ: گیتار سال ۲۰۰۸
- هریسون یانگ: گیتار از سال ۲۰۰۹ تا ۲۰۱۵ و کیبورد، همخوان، بیس سال ۲۰۲۱
- لوکا پرینسوتا: کیبورد، گیتار، همخوان از سال ۲۰۰۸ تا ۲۰۲۱
- کریس کفری: گیتار از سال ۲۰۱۴ تا ۲۰۱۸

## دیسکوگرافی

### آلبوم‌های استودیویی
- Force Majeure در سال ۱۹۸۹
- Doro در سال ۱۹۹۰
- True at Heart در سال ۱۹۹۱
- Angels Never Die در سال ۱۹۹۳
- Machine II Machine در سال ۱۹۹۵
- Love Me in Black در سال ۱۹۹۸
- Calling the Wild در سال ۲۰۰۰
- Fight در سال ۲۰۰۲
- Classic Diamonds در سال ۲۰۰۴
- Warrior Soul در سال ۲۰۰۶
- Fear No Evil در سال ۲۰۰۹
- Raise Your Fist در سال ۲۰۱۲
- Forever Warriors, Forever United در سال ۲۰۱۸
- Conqueress Forever Strong and Proud در سال ۲۰۲۳

### با وارلاک
- سوزاندن جادوگران در سال ۱۹۸۴
- جهنمی در سال ۱۹۸۵
- درست مثل فولاد در سال ۱۹۸۶
- پیروزی و عذاب در سال ۱۹۸۷

### فیلم‌شناسی
- اوج و فرودهای بی‌رحمانه: صدای زنان در متال در سال ۲۰۱۵